# Port lotniczy Hefei Luogang
Port lotniczy Hefei Luogang (IATA: HFE, ICAO: ZSOF) – port lotniczy położony w Hefei, w prowincji Anhui, w Chińskiej Republice Ludowej.

## Linie lotnicze i połączenia
Od 30 maja 2013 r. wszystkie loty przeniesiono na nowo otwarte lotnisko Hefei Xinqiao.